# Pingback
PingBack – protokół wykorzystywany przez blogerów do śledzenia i zarazem informowania o reakcji, jaką spowodował konkretny wpis opublikowany przez innego blogera. W przeciwieństwie do protokołu TrackBack, protokół PingBack wysyła tylko sygnał (ping) informujący, że ktoś powołał się na notkę, bez wysyłania konkretnych informacji.